# San Antonio (película de 1945)
San Antonio (San Antonio en España e Hispanoamérica, La aurora de los valientes en Uruguay y San Antonio ciudad sin ley en Venezuela) es un wéstern de 1945 dirigido por David Butler y protagonizado por Errol Flynn, Alexis Smith y S.Z. Sakall.

## Argumento
Clay Hardin es un ranchero de San Antonio que ha tenido que dejar sus tierras por unos bandoleros. Desde que sufrió el ataque, Hardin ha estado viviendo en México. Sin embargo para él ha llegado la hora de volver a su hogar para vengarse y para conseguirlo Hardin decide encontrar al hombre que está detrás de todo.
Sus sospechas le llevan a Roy Stuart, el dueño del saloon del pueblo. Después de encontrar un libro de cuentas en el que se demuestra que Stuart ha estado vendiendo ganado que no le pertenece, Hardin está más confiado que nunca para recuperar lo que es suyo. Al mismo tiempo, sin embargo, el bandido y su compañero Legare harán todo lo posible para evitar que les ponga en evidencia. Para empeorar las cosas, Hardin cae enamorado de la bella Jeanne Starr, la cantante principal del local de Stuart.

## Reparto
| Actor          | Personaje      |
| -------------- | -------------- |
| Errol Flynn    | Clay Hardin    |
| Alexis Smith   | Jeanne Starr   |
| S.Z. Sakall    | Sacha Bozic    |
| Victor Francen | Legare         |
| Florence Bates | Henrietta      |
| John Litel     | Charlie Bell   |
| Paul Kelly     | Roy Stuart     |
| Robert Shayne  | Capitán Morgan |
| John Alvin     | Pony Smith     |
| Monte Blue     | Cleve Andrews  |

## Producción
La película fue filmada en Calabasas, California. Se rodó entre el 21 de septiembre y el comienzo de diciembre de 1944. Una vez producido, se estrenó la película el 29 de diciembre de 1945.

## Recepción
La película estuvo nominada a dos Oscar por Mejor Canción Original y Mejor Dirección Artística.
Hoy en día la producción cinematográfica ha sido valorada en portales cinematográficos. En IMDb, con aproximadamente 1800 votos registrados, la película obtiene una media ponderada de 6,3 sobre 10. En cuanto a Rotten Tomatoes, los más de 100 votos registrados en el portal dieron a este filme una valoración media de 3,7 de 5. También cabe destacar, que el 64% de los usuarios de La Vanguardia la valoraron positivamente.